# Индийский классический танец
Индийский классический танец — форма индийского исполнительского искусства, берущая свои истоки в натье — священном индуистском музыкально-танцевальном стиле, теоретическая основа которого была заложена в трактате Бхараты Муни «Натьяшастра» (IV века до н. э. — II век н. э.).

## Особенности индийского танца
Помимо собственно танца — нритты, натья включает в себя пение и абхинаю — искусство мимики. При помощи языка жестов — мудры исполнитель имеет возможность не только выразить свои эмоции, но и рассказать зрителю историю, передать определённые, в том числе отвлечённые понятия. Несмотря на такую особенность классических индийских стилей, из-за отсутствия эквивалентного синтетического термина в европейской культуре, британские колониальные власти называли любые формы индийского исполнительного искусства «танцами», что в дальнейшем и закрепилось в европейской практике.
Определение «классический» (санскр. Шастрия) было введено сравнительно недавно[когда?] Национальной академией исполнительского искусства Sangeet Natak Akademi специально для обозначения стилей исполнительского искусства, базирующихся на принципах «Натьяшастры». В настоящее время Sangeet Natak Akademi присвоила статус «классический» восьми танцевальным стилям: Бхаратанатьям, Катхак, Катхакали, Кучипуди, Манипури, Мохиниаттам, Одисси и Сатрия, в то время как энциклопедия Британника упоминает только о шести признанных школах.

## Особенности различных стилей
«Агама Нартанам» (Agama Nartanam), исполнявшийся внутри священного храма, относится к ритуальному танцу. «Натьяшастра» определяет этот тип танцевальной формы как танец душевного освобождения — «марги» (margi), отличный от чисто развлекательной формы «деси» (desi). Из всех классических стилей только два танца — бхаратанатьям и одисси — относятся к этому виду. Они наиболее последовательно придерживаются принципов «Натьяшастры» и в настоящее время не включают в себя диалоги (ваачика-абхиная), хотя некоторые стили бхаратанатьям, такие как мелаттур, и используют некоторые схожие с абхинаей движения губ и глаз.
Нритты (собственно танцевальные комбинации) «марги» состоят из элементов карана, в то время как нритты танцев, относящихся к «деси», состоят преимущественно из адаву.
«Чарнатакам» (Carnatakam) — танцы, исполнявшиеся при королевском дворе под аккомпанемент классической музыки и считавшиеся интеллектуальной формой искусства.
Катхак, появившийся как придворный танец, впоследствии дал основу танцевальному стилю «гарба». Во времена Великих Моголов он испытал влияние персидского танца: так, вместо согнутых коленей, типичных для других классических танцев, «катхак» выполняется на вытянутых ногах. Его отличают сложная работа ног, вращения и использование абхинаи.
Катхакали и восточные стили сатрия и манипури, который согласно легенде, происходит от «Раса-лила» — танца Кришны и его возлюбленной Радхи, относятся к форме «Дарбари-аттам». Также до недавнего времени к этой форме относились мохини-аттам и кучипуди, классический танец Андхра-Прадеш, который также включает в себя движения губ и глаз ваачика-абхиная.
Катхакали исполняется мужчинами и использует принципы «Натьяшастры» в наименьшей степени.
Танцевальное искусство телугу — недавно возрождённые танцевальные стили Андхра-Прадеш Андхранатьям и Виласининатьям (Виласининритьям), как и классический танец Керала Кераланатьям, также содержат элементы и технику, связанные с принципами «Натьяшастры», однако официально классическими стилями не признаются, так же как и бхаратанритьям, который считается ответвлением классического стиля бхаратанатьям.

## Сабха
Сабхи — организации, занятые продвижением классических танцевальных форм и проводящие различные танцевальные мероприятия в Южной Индии. Одна из таких сабх, специализирующихся на классических танцевальных стилях — «Ганамукундхаприя»[значимость факта?].